# Winchester (Kentucky)
Winchester – miasto w Stanach Zjednoczonych, w stanie Kentucky, siedziba administracyjna hrabstwa Clark.